# Sulino (powiat stargardzki)
Sulino – wieś w Polsce położona w województwie zachodniopomorskim, w powiecie stargardzkim, w gminie Marianowo, położona 6 km na południowy wschód od Marianowa (siedziby gminy) i 18 km na północny wschód od Stargardu (siedziby powiatu).
W latach 1975–1998 miejscowość należała administracyjnie do województwa szczecińskiego.
Przez miejscowość przepływa niewielka rzeka Pęzinka, dopływ Krępieli.
W miejscowości znajduje się przystanek kolejowy Sulino, a także zabytkowy kościół z kamienia polnego oraz remiza Ochotniczej Straży Pożarnej, która również jest zabytkiem. We wsi znajduje się stare gospodarstwo rolne PGR.